# Волышево (Псковская область)
Волышово — деревня в юго-восточной части Порховского района Псковской области. Входит в состав сельского поселения «Логовинская волость».
Расположена в 20 км к юго-востоку от города Порхов.

## Население
Численность населения по состоянию на 2000 год составляла 528 жителей.

## История
Владельцами усадьбы Волышёво (Волышово) в разное время являлись Васильчиковы и Строгановы. Последние, обустроив её, довели имение до охотничьей загородной усадьбы.
В 1919 году в бывшей помещичьей усадьбе был открыт первый в Псковской губернии сельскохозяйственный институт, преобразованный в 1924 году в сельскохозяйственный техникум. В 1928 году на базе бывшего помещичьего хозяйства был создан конный завод с целью выведения коней русской рысистой породы.